# Synagoga w Suchaniu
Synagoga w Suchaniu – nieistniejąca już synagoga znajdująca się dawniej w mieście Suchań, w województwie zachodniopomorskim.
Została wybudowana około 1852 roku. Mieściła się w niedalekiej odległości od ratusza, przy obecnej ulicy Żydowskiej (dawniej Judengasse). Była zlokalizowana na podwórzu. Została rozebrana w latach trzydziestych XX wieku.